# طائر الموز
طائر الموز (الاسم العلمي: Coereba flaveola)، نوع من الطيور الجواثم يتبع فصيلة التناجر. قبل تطور علم الوراثة الجزيئي في القرن الحادي والعشرين ، كانت علاقته بالأنواع الأخرى غير مؤكدة وقد وُضِعَت مع الطيور وعصافير العالم الجديد في فصيلة درسات، وكذلك مع طيور العالم الجديد في فصيلة هوازج العالم الجديد أو في فصيلة مستقلة أحادية النمط وَقَّالِيَات أو القُرَبيَة (Coerebidae). هو طائر نشط يوجد في المناطق الأكثر دفئًا من الأمريكتين، وهو شائع بشكل عام.